# Слизоклуб

Зібрання Слизоклубу (кадр із фільму «Гаррі Поттер і Напівкровний Принц»

Слизоклуб — клуб, утворений Горацієм Слизорогом, у якому він збирав усіх своїх улюбленців (успішних та відомих учнів Гоґвортсу, або ж тих, хто має видатних родичів). Слизоріг збирав свою «колекцію» найкращих учнів Гоґвортсу для того, щоб вони, закінчивши школу, могли допомагати своєму учителеві. Так Слизоріг говорив Поттерові про минулих членів Слизоклубу: 
|  | Варнава Каф, видавець "Щоденного віщуна", він завжди з цікавістю вислуховує мої коментарі останніх подій. Тоді Амброзій Флум з "Медових руць"...на кожен день народження присилає великий кошик, а все тому, що я зумів представити його Цицероні Гаркіс, яка запропонувала йому першу роботу...це Ґвеноґа Джонс, капітанка "Гарпій з Голігеду"...усі завжди дивуються, коли чують, що я з "Гарпіями" запанібрата, й коли завгодно дістаю безкоштовні квитки! |

Проте, наскільки важливий для Горація був його клуб, можна дізнатися з подій книжки «Гаррі Поттер і Напівкровний Принц». Албусові Дамблдору надзвичайно важливо було повернути Горація до вчителювання в Гоґвортсі. Проте Слизоріг знав, наскільки тоді був жахливий час — за ним шпигували Смертежери, і якби він повернувся до школи чаклунів, то потрапив би в ще більшу небезпеку. Проте коли Слизоріг дізнався, що йому вдасться додати до своєї «колекції» видатного Гаррі Поттера, він, ризикуючи життям, повертається до Гоґвортсу.
Збори клубу проходили в кабінеті Слизорога (в кабінеті зіллєваріння). Горацій пригощав своїх гостей, а також влаштовував для них зустрічі, бали на свята.

## Члени клубу
- Горацій Слизоріг — засновник
- Гаррі Поттер
- Джіні Візлі
- Герміона Ґрейнджер
- Невіл Лонґботом
- Блез Забіні
- Кормак Маклаген

## Члени клубу в минулому
- Том Редл — напевно, один із найвідоміших членів Слизоклубу. Юнак був найкращим учнем Гоґвортсу, показував блискучі результати, тому і був запрошений до клубу Слизорога. Саме Горацій пророкував Томові велике майбутнє. І вчитель не запідозрював, що його учень стане найсильнішим темним чаклуном всіх часів.

Юний Волдеморт хотів досягти безсмертя. Одним із можливих методів подолання смерті він бачив використання горокраксів. Проте в бібліотеці Том не зміг знайти достатньо інформації про це, тому запитав у Горація Слизорога після чергових зборів Слизоклубу. І Слизоріг поділився із Томом своїми знаннями. Коли пізніше Слизоріг дізнався, що допоміг лихому чаклунові, то, звісно ж, він не пишався своїм вчинком.
- Луціус Мелфой
- Ейвері
- Джеймс Поттер
- Лілі Еванс

## Джерело
- Книжки Дж. Ролінґ про Гаррі Поттера[недоступне посилання з травня 2019]